# Lapidarium żydowskie w Kołobrzegu

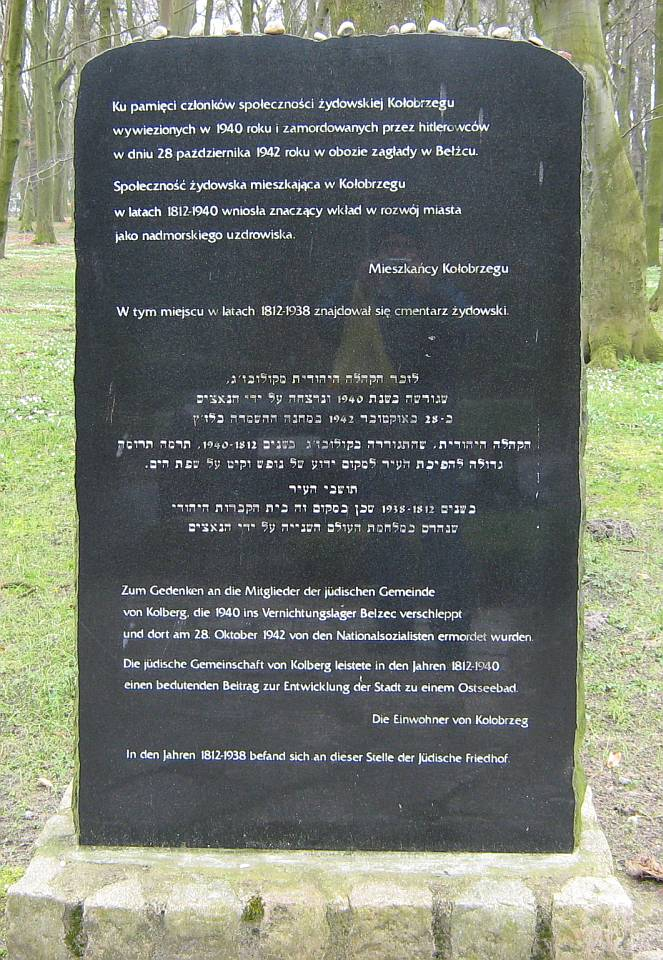
Obelisk na dawnym cmentarzu żydowskim

Lapidarium żydowskie w Kołobrzegu – lapidarium według projektu Zygmunta Wujka powstałe 24 października 2000 roku w parku nadmorskim przy zbiegu ulic Zdrojowej i Mickiewicza na terenie dawnego cmentarza żydowskiego w Kołobrzegu. Znalazły się w nim macewy (6 szt.), ustawione na planie gwiazdy Dawida, które ocalały z dwóch żydowskich cmentarzy znajdujących się w Kołobrzegu przed II wojną światową u zbiegu obecnych ulic Zdrojowej oraz Mickiewicza oraz przy ulicy Koszalińskiej. Obydwa cmentarze uległy znacznej dewastacji podczas nocy kryształowej 9/10 listopada 1938 roku, a następnie w okresie powojennym. 

Inskrypcja na tablicy pamiątkowej została sporządzona w języku polskim, hebrajskim i niemieckim: 
W tym miejscu w latach 1812-1938 znajdował się cmentarz żydowski, zniszczony podczas II wojny światowej przez Niemców. Pamięci społeczności żydowskiej Kołobrzegu wywiezionej w 1940 roku i zamordowanej przez hitlerowców w dniu 28.X.1942 roku w obozie zagłady w Bełżcu. Mieszkańcy miasta – Społeczność żydowska mieszkająca w Kołobrzegu w latach 1812-1940 wniosła wielki wkład w przekształcenie Miasta w znane nadmorskie uzdrowisko i kurort. Szczególne zasługi dla rozwoju miasta i balneologii wnieśli żydowscy lekarze: dr Moses Beherend (1869), dr Feliks Beherend (1853-1917), dr Walter Beherend, dr Eberhard Margulies, dr Herman Emanuel Hirschfeld (1825-1885), dr Magnus Hirschfeld (1868-1935) i wielu innych.
Po otwarciu lapidarium członkowie szczecińskiej gminy żydowskiej odmówili kadisz – modlitwę za zmarłych. W związku z otwarciem lapidarium zrodził się pomysł zorganizowania imprezy o nazwie Dni Tolerancji, która propagowałaby ideę tolerancji wśród młodzieży. Impreza ta odbywała się w Kołobrzegu w latach 2000-2003.